# Robert Voorhamme
Robert Voorhamme (Antwerpen, 14 augustus 1949) is een Belgische politicus voor sp.a.

## Levensloop
Voorhamme groeide op in de wijk het Kiel te Antwerpen. Hij volbracht zijn secundair in de Wetenschappelijke van het Koninklijk Atheneum van Hoboken. Vervolgens studeerde hij voor handelsingenieur aan het RUCA, waar hij afstudeerde in 1973. Twee jaar later behaalde hij in datzelfde onderwijsinstituut zijn aggregaat hso.
Hij begon zijn beroepscarrière van 1973 tot 1976 als assistent aan het RUCA tijdens zijn aggregaat. Na het behalen van dit attest werkte hij daarnaast van 1975 tot 1976 als onderwijzer en docent. Vervolgens ging hij aan de slag als vorser bij het Fonds voor Kollektief Fundamenteel Onderzoek (FKFO). Hier werkte hij van 1976 tot 1984.
In 1982 ging hij werken voor de Centrale der Metaalindustrie van België (CMB) van het Algemeen Belgisch Vakverbond (ABVV) als economisch adviseur. In 1988 werd hij intergewestelijk en nationaal secretaris van het ABVV, hetgeen hij bleef tot in 1995. Daarnaast was hij van 1988 tot 1989 secretaris van de ABVV-Jongeren. In 1989 trad hij in deze hoedanigheid toe tot het dagelijks bestuur van de Sociaal-Economische Raad van Vlaanderen (SERV) en was er een jaar ook voorzitter van.
Bij de eerste rechtstreekse verkiezingen voor het Vlaams Parlement van 21 mei 1995 werd hij verkozen in de kieskring Antwerpen. Hij werd er voorzitter van de Commissie voor Werkgelegenheid en Economische Aangelegenheden en zetelde in de commissies Ruimtelijke Ordening, Openbare Werken en Vervoer en Staatshervorming en Algemene Zaken. Ook na de volgende verkiezingen van 13 juni 1999 bleef hij Vlaams volksvertegenwoordiger en werd hij vast lid in de commissies Mobiliteit, Openbare Werken en Energie en Economie, Landbouw, Werkgelegenheid en Toerisme. Na de verkiezingen van 13 juni 2004 ging hij op 22 juli 2004 terug zetelen in het Vlaams Parlement als opvolger van Els Van Weert die staatssecretaris was geworden in de federale regering. Hij werd vast lid van de Commissie voor Onderwijs, Vorming, Wetenschap en Innovatie. Daarnaast was hij plaatsvervangend lid in de Commissie voor Economie, Werk en Sociale Economie en in de Commissie voor Openbare Werken, Mobiliteit en Energie. Hij bleef Vlaams volksvertegenwoordiger tot juni 2009. Op 15 juli 2009 werd hij ere-Vlaams volksvertegenwoordiger, een eretitel die hem werd toegekend door het Bureau (dagelijks bestuur) van het Vlaams Parlement.
In 2003 trad hij toe tot de Antwerpse gemeenteraad en het schepencollege als vervanger van schepen van onderwijs Kathy Lindekens. Hij bleef schepen tot eind 2012 en zetelde nadien tot eind 2018 als gemeenteraadslid in de oppositie. In oktober 2013 werd Voorhamme voorzitter van de Associatie Universiteit & Hogescholen Antwerpen, wat hij bleef tot in oktober 2021. Om zich beter te kunnen toeleggen op die taak, besloot hij bij de lokale verkiezingen van oktober 2018 niet langer op te komen. Als expert onderwijs en onderzoek zetelde hij eveneens in de Raad van Wijzen van Vlaanderen in Actie. Sinds 2013 is hij eveneens ondervoorzitter van de raad van bestuur van de Antwerpse drinkwatermaatschappij Water-Link.
Hij is een broeder bij de Antwerpse loge De Gulden Passer die behoort tot de irreguliere vrijmetselarij (Grootloge van België).